# Liposcelis fusciceps
Liposcelis fusciceps är en insektsart som beskrevs av André Badonnel 1968. Liposcelis fusciceps ingår i släktet Liposcelis och familjen boklöss. Inga underarter finns listade i Catalogue of Life.